# Элия де Видас
Элия бен-Моше де Видас (также Элияху де Видас; Eliyahu de Vidas; 1518; умер в 1587 в Хевроне) — палестинский раввин-каббалист из Цфата, автор прославившей его книги «Рэшит Хохма» («Reschith Chochmah»; Венеция, 1578).

## Биография и труд
Сын некоего Моше. В Цфате был учеником каббалиста Моше Кордоверо. Затем жил в Польше, но позже возвратился в Палестину.

### «Рэшит хохма»
Известность де Видасу принесла книга «Рэшит хохма» (ивр. ראשית חכמה‎; «Начало мудрости»; Венеция, 1578 и 1593; Краков, 1593; Берлин, 1703 и др. издания), нравоучительное сочинение в пяти частях (schearim; «врата»):
- часть 1 «Врата трепета» («Schaar ha Ireah»; включает введение и 15 глав) — о богобоязненности,
- часть 2 «Врата любви» — о любви к Богу,
- часть 3 «Врата раскаяния» — о раскаянии,
- часть 4 «Врата святости» — о святости,
- часть 5 «Врата смирения» — о смирении.

Книгу не следует путать с одноимённой Авраама ибн-Эзры. В книге собраны изречения, разбросанные в Талмуде, Мидрашах и Зогаре. К ним де Видас прибавил пять глав из сочинения «Menorat ha-Maor» Израиля бен-Иосиф Алнаквы (казнён летом 1391), «Chuppat Elijahu Rabbah», «Seder Elijahu Rabbah», нравоучительные советы, и «Or Olam». Название «Начало мудрости» взято из стиха в книге Псалмы (Пс. 110:10; «Начало мудрости — богобоязненность»; синодальный перевод — «Начало мудрости — страх Господень…».
Позже де Видас опубликовал сокращённое издание своей книги под заглавием «Tozeoth Chajim» (Прага; Краков, без даты; посмертное переиздание — Амстердам, 1650).
Талмудист и автор несохранившихся этических произведений Яков бен-Мордехай Павиети, живший на рубеже XVI—XVII веков, издал книгу в другом сокращении — «Kizzur Reschit Chochmah» (Венеция, 1650).
Глава о богобоязни, «Schaar ha Ireah» — была пeрeвeденa на испанский язык хахамом (раввином) испанско-португальской общины в Гамбурге Давидом де Лара (1602 г.; был; ум. там же в 1674) («Tratado del temor divino»; Амстердам, 1633).